# Histoire de la princesse de Deryabar

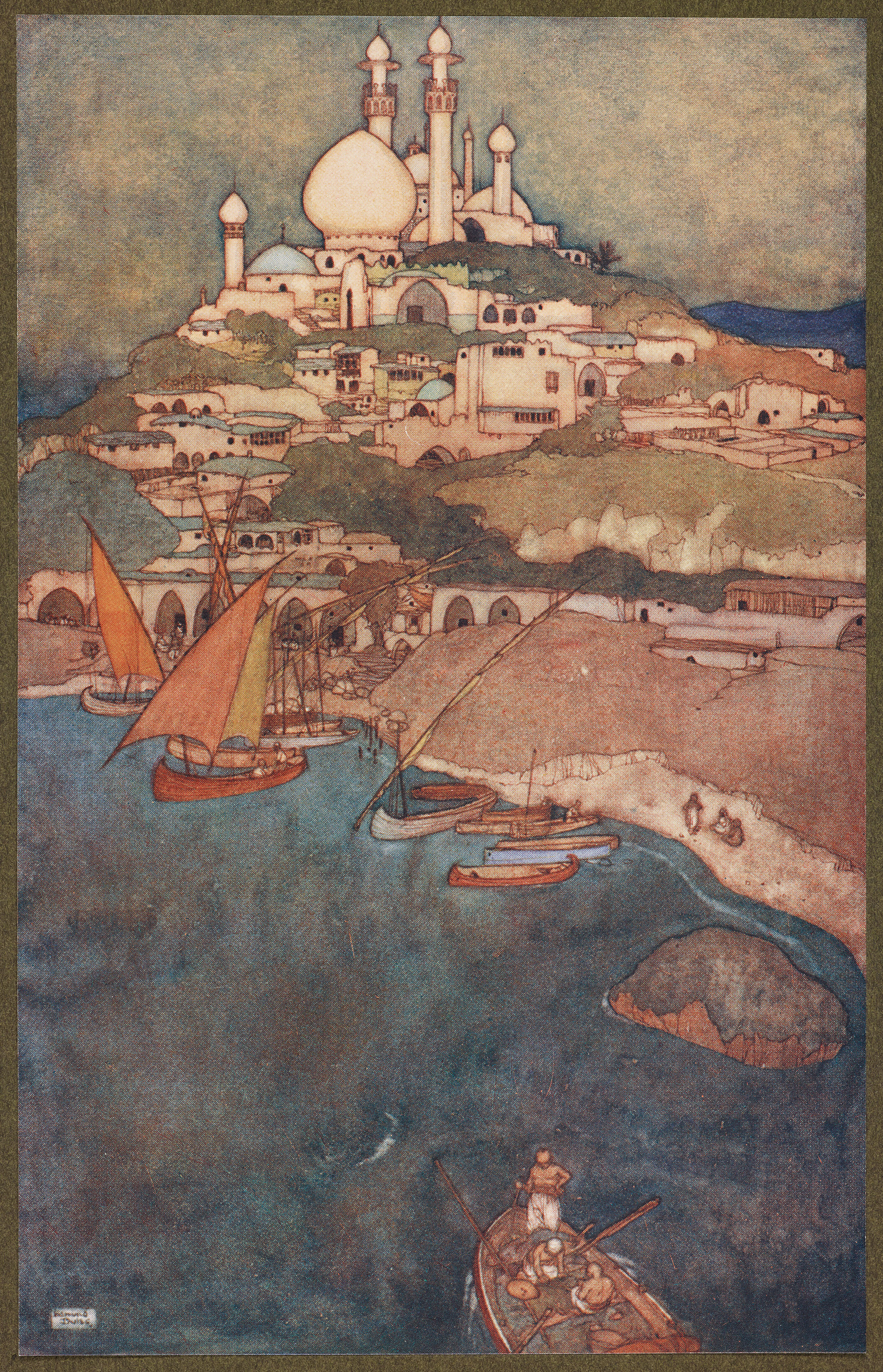
La ville de Deryabar. Dessin d'Edmund Dulac, 1907.

L'histoire de la princesse de Deryabar est un conte de fées oriental tiré des contes des Mille et Une Nuits. Dans l'Encyclopédie des Mille et Une Nuits, il est répertorié sous le numéro ANE 348.
Il raconte les mésaventures de la princesse de Deryabar et constitue une histoire enchâssée,, dans l'Histoire de Khodadad et de ses frères,.

## Résumé
Sur une île se trouvait une grande ville appelée Deryabar. Elle fut longtemps gouvernée par un roi riche, puissant et vertueux qui, cependant, n'avait pas d'enfants. Après un long moment et de nombreuses prières, sa femme donna naissance à un enfant ; au grand dam du roi, ce n'était pas un fils, mais une fille. Néanmoins, il fit bien éduquer sa fille et lui enseigna l'art de gouverner afin qu'elle puisse monter sur le trône après sa mort.
Un jour, il partit à la chasse à l'âne sauvage. Pendant la nuit, il se perdit et tomba sur la hutte d'un géant noir qui retenait captifs une femme et son fils. Il l'entendit ordonner à la femme de l'aimer, mais elle refusa et mit son ravisseur en colère. Avant qu'il ne puisse lui faire du mal, le roi entra et tua le géant. La femme expliqua au roi qu'elle était l'épouse d'un prince arabe et que le géant était un officier de son mari. Il était tombé amoureux d’elle et l’avait kidnappée pour l’aimer – mais pas contre sa volonté. Le roi emmena les deux captifs à Deryabar. Mais le mari ne vint pas les chercher, alors ils restèrent avec lui.
Le roi éleva le fils, qui est tombé amoureux de sa fille. Mais le roi refusa de la lui donner pour épouse. Enragé et poussé par la vengeance, le fils déclencha une rébellion contre le roi, l'étrangla et s'empara de son trône. Cependant, la princesse s'enfuit de l'île de Deryabar avec l'aide d'une dame d'honneur et du Grand Vizir qui lui étaient restés fidèles. Mais le navire fut pris dans une violente tempête et fut projeté contre un rocher : seule la princesse survécut. Sur les lieux du naufrage, elle fut retrouvée par un roi et ses hommes, qui l'emmenèrent dans son château, où il lui proposa finalement le mariage.
Lorsque le roi de Zanguebar envahit l'île et détruisit tout, la princesse et son mari réussirent à s'échapper, mais leur navire fut bientôt attaqué par des pirates. Ceux-ci tombèrent amoureux de la belle princesse et commencèrent à s'entretuer jusqu'à ce qu'il n'en reste plus qu'un. Lorsque ce dernier apprit que l'homme à ses côtés était son mari, il le tua. Il voulait remettre la princesse à un ami au Caire comme esclave. En cours de route, ils arrivèrent à un château qui appartenait à un homme noir. Le seigneur du château attaquait les passants pour se nourrir. Il tua donc le pirate et captura la princesse, dont il tomba amoureux, mais qu'il ne voulait pas violer.

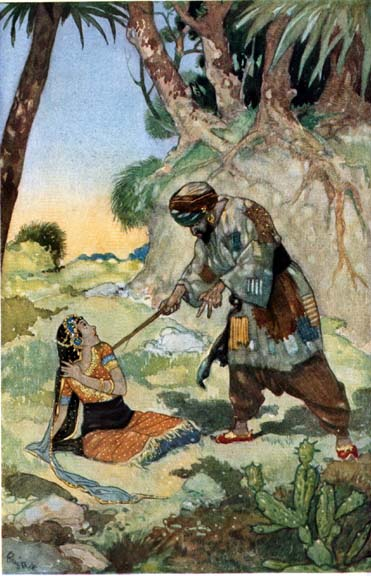
Le cannibale capture la princesse de Deryabar. Dessin de René Bull, 1907.

L'histoire de la princesse se termine et passe au récit plus large : Histoire de Khodadad et de ses frères.

## Analyse
L'Histoire de Khodadad et de ses frères, dans laquelle le récit est intégré, a été ajoutée vers 1710 à la traduction d'Antoine Galland des Mille et une nuits par son éditrice, la veuve Barbin, sans son accord. Elle le puisa dans le recueil des Mille et un jours de Pétis de la Croix, paru à la même époque,. On ne connaît pas de version arabe antérieure à Galland.
Les adaptations correspondantes de l'histoire, par exemple en France par Édouard Gauttier d'Arc, en Allemagne par Max Habicht et Gustav Weil, au Royaume-Uni par Richard Francis Burton et Enno Littmann étaient directement basées sur la version de Galland du texte de Pétis de la Croix.
Richard Francis Burton, dans une première note de sa traduction du conte, estime que Deryabar semble être un nom fantaisiste pour un pays. Le terme est persan et désigne l'océan ou une ville portuaire : de « Daryá » la mer et de « bár » une région, une étendue, comme dans Zanzibár, qui signifie « Terre Noire ». Gustav Weil l'explique (in loco) par « Gegend der Brunnen, brunnengleicher ort » (Zone des puits, lieu semblable à un puits). Mais il ne peut accepter la note de Scott (IV. 400) : « Signifie le littoral de chaque pays ; c'est pourquoi le terme est appliqué par les géographes orientaux à la côte de Malabar ». Dans une deuxième, il identifie l'âne sauvage que chasse le roi comme étant l'onagre (ou âne sauvage d'Asie), le Gúr-i-khár de Perse, où il est le gibier le plus noble.